# Kino Palast w Katowicach

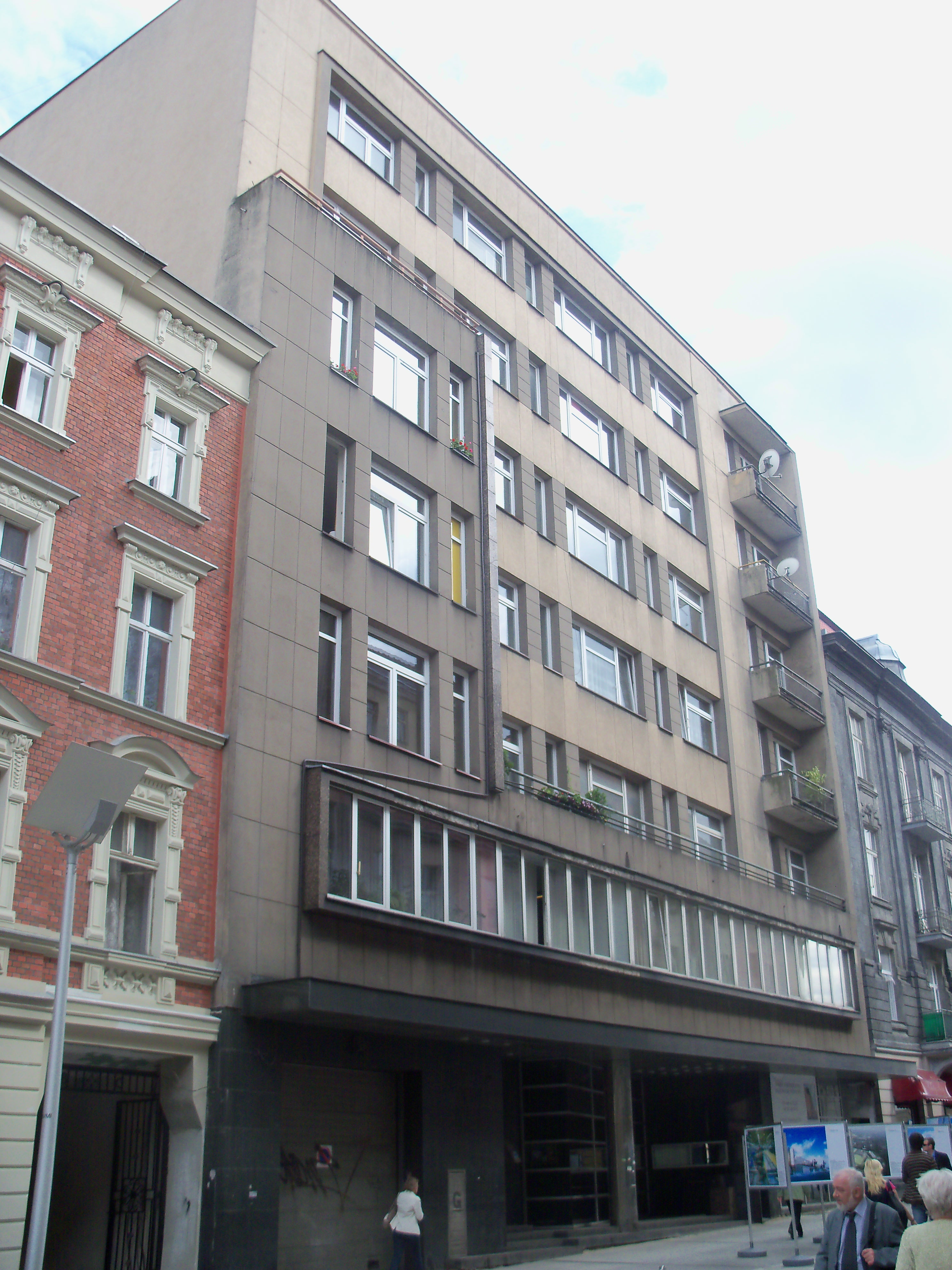
Budynek przy ul. A. Mielęckiego 10 (2011)

Kino Palast w Katowicach − kino istniejące w pierwszej połowie XX wieku w Katowicach przy ul. Andrzeja Mielęckiego 10.
Było własnością spółki Tichauer & Kochmann, podobnie jak kino Rialto. Premierowe filmy grane były najpierw w większym kinie Rialto (wówczas Kammerlichtspiele lub w krótszej formie, używanej w prasie, Kammer), a następnie trafiały do mniejszego Palast.